# 空知ドレスメーカー専修学校
空知ドレスメーカー専修学校 （そらちドレスメーカーせんしゅうがっこう）とは、北海道美唄市西2条南3丁目4－8にあった私立の専修学校である。空知ドレスメーカー女学院時代も含めて解説する。

## 概要
洋裁教育を通じて、婦人の教養や衣服文化の向上を目的として創立される。また、当時美唄市が石炭需要により産炭地域の１つであったため、人口が増加し、若年層の女性も多く、手に職をつけたい市民の要望もあった関係で、本校も含め、美唄市内に服飾の各種学校が多く作られた。鉄筋3階建ての校舎であった。

## 沿革
- 1953年4月1日　空知ドレスメーカー女学院として創立
- 1953年10月　杉野学園ドレスメーカー女学院認証校となる。
- 1966年　創立10周年記念式典が行われる[3]
- 1976年5月　空知ドレスメーカー専修学校に校名変更[4]
- 2014年3月31日　廃校[5]

## 学科
- 洋裁科　本科（2年）、夜間本科（1年）、師範科（1年）、デザイナー科（1年）
- 料理科　本科（2年）、夜間本科（1年）

## 交通アクセス
- JR函館本線「美唄駅」から徒歩6分
- 北海道中央バス岩見沢美唄線「４丁目(美唄市)バス停」から徒歩6分[6]

## 歴代校長
佐藤君子（創立～廃止）

## 進学先・就職先
- 編入など
  - 洋裁科は、北海道女子短期大学、専修大学北海道短期大学、北海道女子大学など
- 就職
  - 洋裁科は、札幌市内の百貨店やアパレル店販売スタッフなど。料理科はホテルレストラン・旅館厨房、レストラン・料亭、給食施設、企業食堂など